# Longuenesse
Longuenesse (flämisch:  Langenesse) ist eine französische Stadt im Département Pas-de-Calais der Region Hauts-de-France mit 10.559 Einwohnern (Stand: 1. Januar 2022). Sie gehört zum Arrondissement Saint-Omer und zum Gemeindeverband Pays de Saint-Omer.

## Lage
Die Stadt Longuenesse liegt im Ballungsraum von Saint-Omer im Regionalen Naturpark Caps et Marais d’Opale. Nachbargemeinden von Longuenesse sind Saint-Martin-au-Laërt (ndl.: "Sint Maartens Aard") im Norden, Saint-Omer (ndl.: "Sint Omaars") im Nordosten, Arques (ndl.: "Arken") im Osten, Blendecques (ndl.: "Blendeke") im Südosten, Wizernes (ndl.: "Wezerne") im Südwesten, Wisques im Westen sowie Tatinghem im Nordwesten. Im Südwesten von Longuenesse liegt der Flugplatz Saint-Omer-Wizernes.

## Geschichte
Von 1298 bis 1791 fand sich hier ein Kartäuserkloster (Chartreuse Val Sainte-Aldegonde).

## Bevölkerungsentwicklung
| Jahr                       | 1962 | 1968 | 1975 | 1982   | 1990   | 1999   | 2006   | 2016   | 2022   |
| -------------------------- | ---- | ---- | ---- | ------ | ------ | ------ | ------ | ------ | ------ |
| Einwohner                  | 3623 | 4794 | 9397 | 11.970 | 12.604 | 12.518 | 11.372 | 11.029 | 10.559 |
| Quellen: Cassini und INSEE |      |      |      |        |        |        |        |        |        |

## Sehenswürdigkeiten

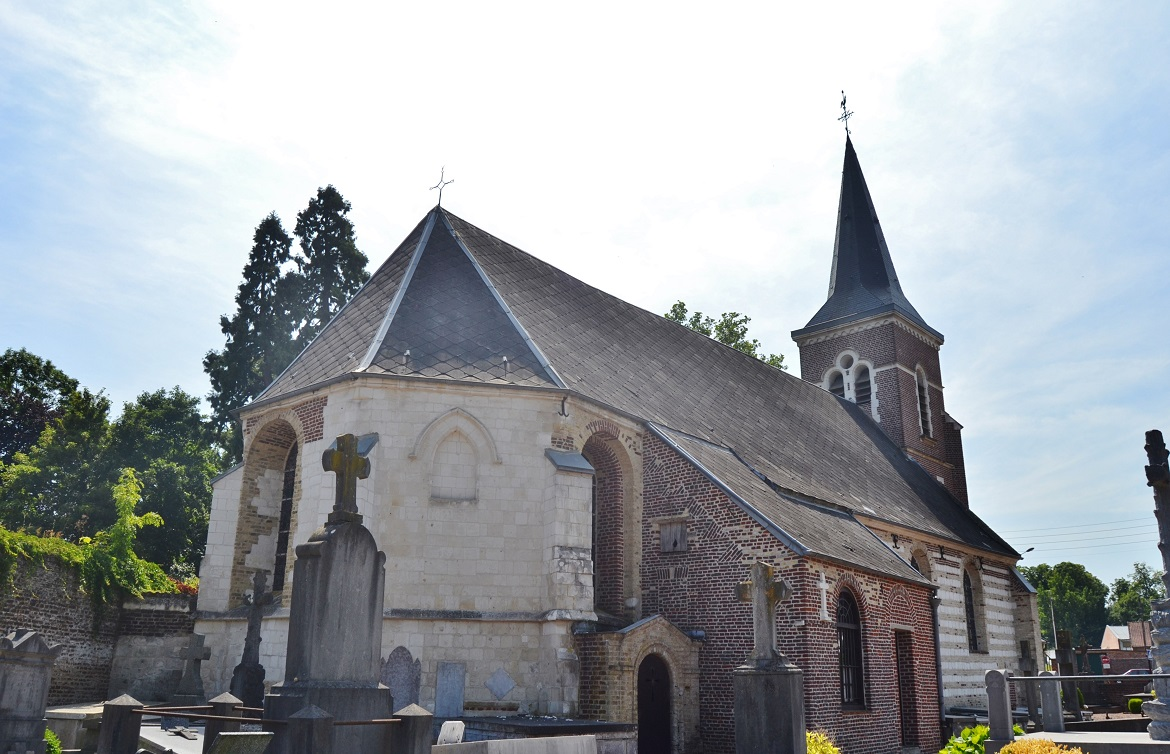
Kirche Saint-Quentin
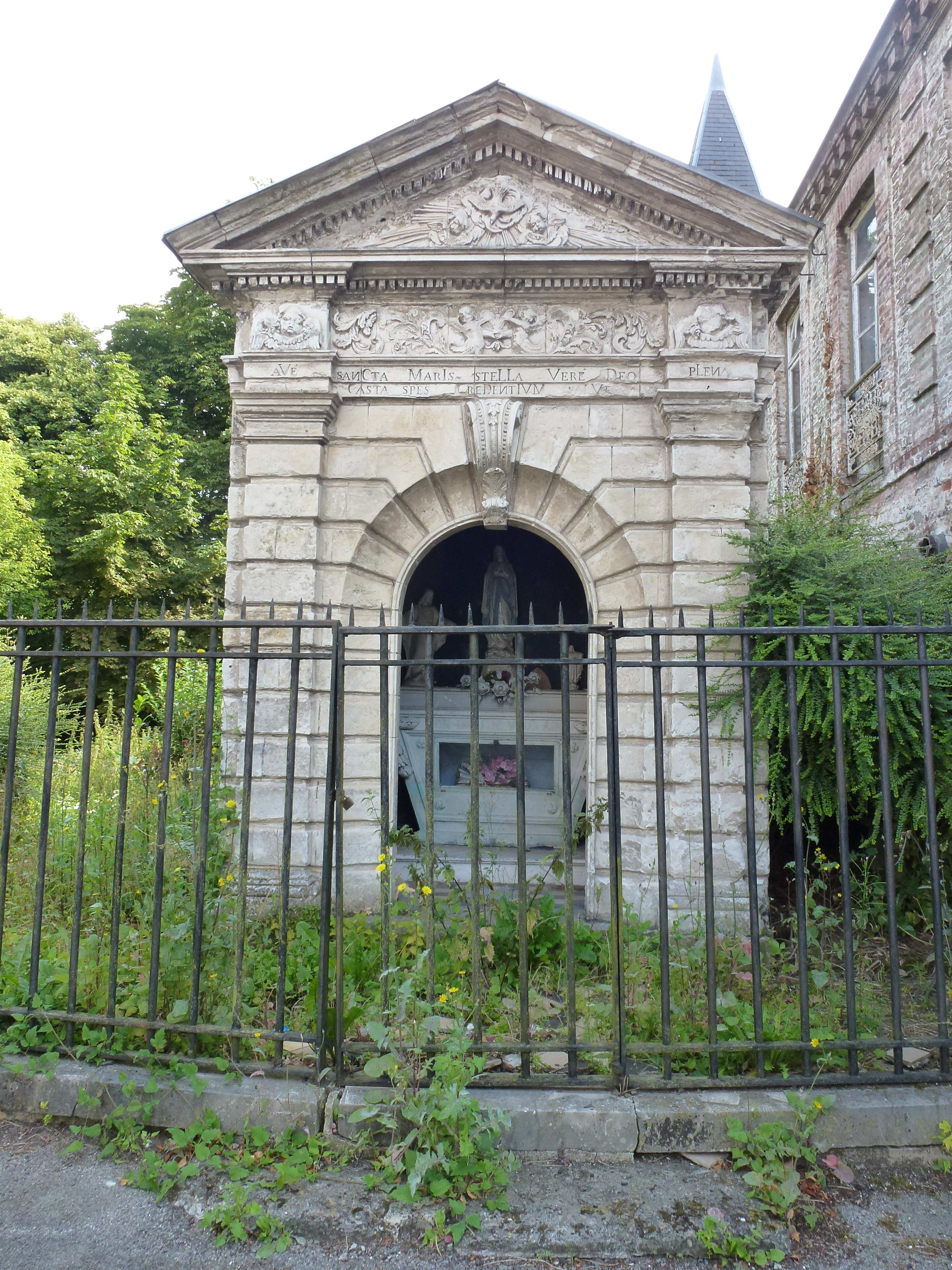
Kapelle Maris Stella
- Park der historischen Abtei
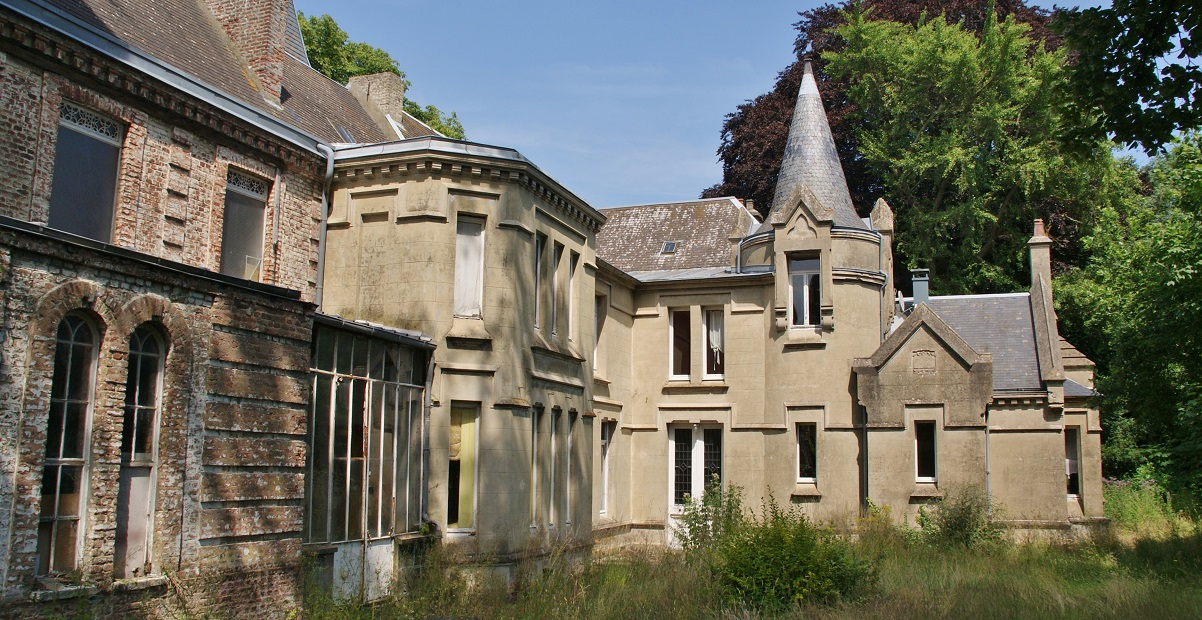
Schloss
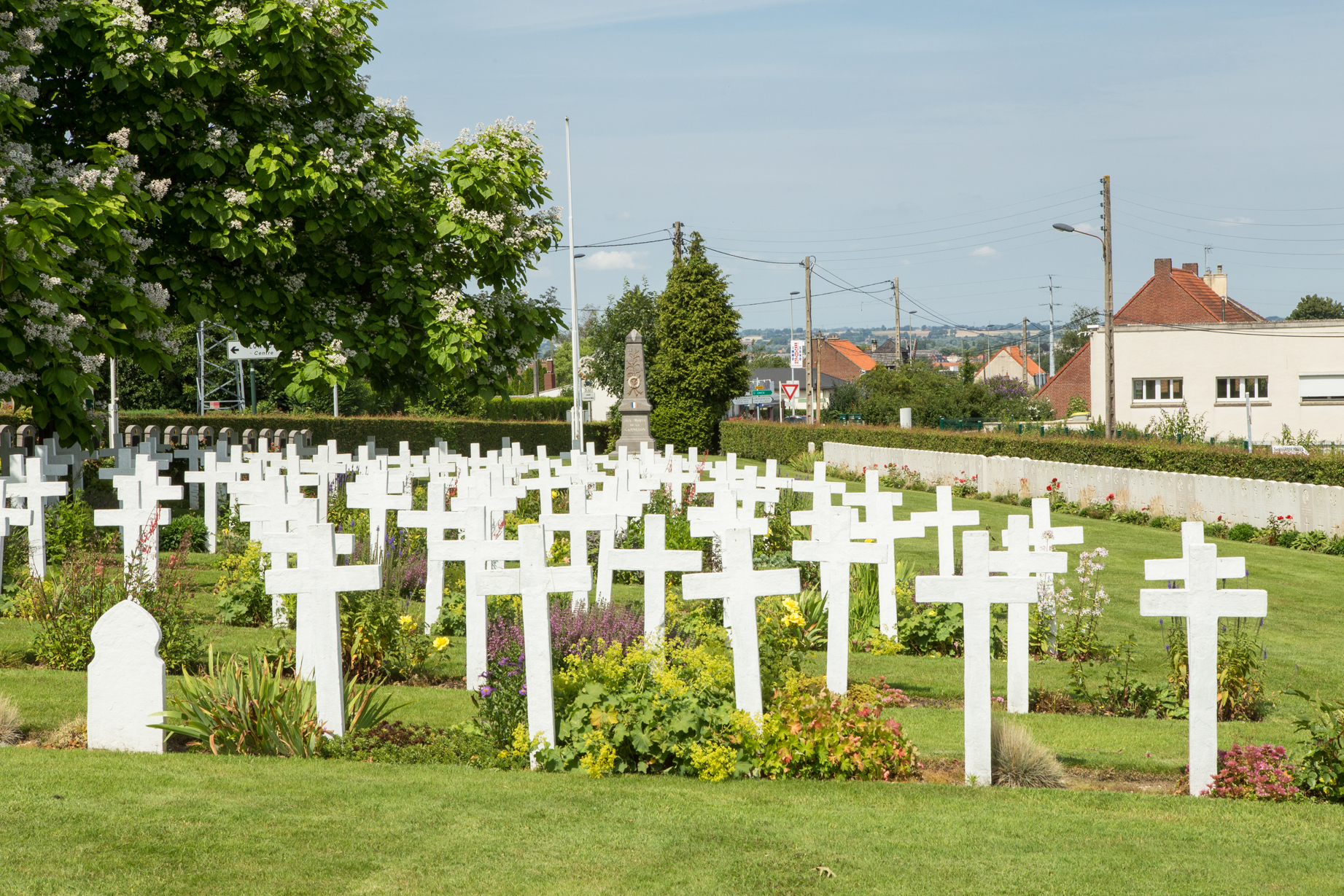
Britischer Soldatenfriedhof

- Hippodrom
- Wasserturm

- Kirche Saint-Quentin
- Kapelle Maris Stella
- Schloss
- Britischer Soldatenfriedhof

## Gemeindepartnerschaft
Mit der belgischen Gemeinde Vedrin in der Provinz Namur besteht eine Partnerschaft.

## Belege
1. ↑  De Nederlanden in Frankrijk, Jozef van Overstraeten, 1969